# تپه دربند
تپه دربند مربوط به هزاره اول قبل از میلاد است و در شهرستان نقده، بخش مرکزی، دهستان میرآباد، روستای دربند واقع شده و این اثر در تاریخ ۷ خرداد ۱۳۸۷ با شمارهٔ ثبت ۲۲۹۲۲ به‌عنوان یکی از آثار ملی ایران به ثبت رسیده است.